# Лесё (аэродром)
Аэродром Лесё (дат. Læsø flyveplads; ИАТА: BYR, ИКАО: EKLS) — аэродром в Дании, расположенный в 3,5 км на север от города Бюрума на острове Лесё региона Северная Ютландия.